# Ère Chōroku
L'ère Chōroku (長禄) est une des ères du Japon (年号, nengō,, lit. « nom de l'année ») après l'ère Kōshō et avant l'ère Kanshō. Cette ère couvre la période allant du mois de septembre 1457 au mois de décembre 1460. L'empereur régnant est Go-Hanazono-tennō (後花園天皇).

## Changement d'ère
- 1457 Chōroku gannen (長禄元年?) : Le nom de la nouvelle ère est créé pour marquer un événement ou une succession d'événements. La précédente ère se termine quand commence la nouvelle en Kōshō 3.

## Événements de l'ère Chōroku
- 1457 (Chōroku 1) : Tarō Sayemon essaye de récupérer le bijou sacré au nom de l'empereur Go-Hanazono et parvient à en prendre possession pour un court moment. Une contre-attaque empêche le succès de cette dangereuse mission à Yoshino[3]. En 1443 (ère Kakitsu 3, 23e jour du 9e mois), un groupe armé de rebelles pénètrent les défenses du palais. Un incendie se déclare et l'un des hommes cherche à tuer l'empereur Go-Hanazono qui parvient à s'enfuir. Les intrus parviennent toutefois à voler les trois insignes sacrés : Le miroir, l'épée et le bijou. Un garde trouve plus tard le miroir et un prêtre l'épée mais l'emplacement du bijou n'est découvert qu'au huitième mois de l'ère Bunnan gannen[4].
- 1458 (Chōroku 2, 8e mois) : Le bijou sacré est récupéré de l'ancienne Cour du sud. Il est renvoyé à Kyoto pour être réuni aux autres trésors sacrés qui comprennent les insignes impériaux[5].
- 1459 (Chōroku 3) : Le shogun Ashikaga Yoshimasa fournit un nouveau mikoshi ainsi qu'un jeu complet de robes et autres accoutrements pour ce festival à l'occasion de réparations au sanctuaire Atsuta-jingū de 1457 à 1459 (Chōroku 1-3)[6].

| Chōroku   | 1re  | 2e   | 3e   | 4e   |
| Grégorien | 1457 | 1458 | 1459 | 1460 |